# Веслування на байдарках і каное на літніх Олімпійських іграх 2016 — байдарки-двійки, 200 метрів (чоловіки)
Змагання з веслування на байдарках-двійках серед чоловіків (дистанція 200 м) на літніх Олімпійських іграх 2016 пройшли 17-18 серпня на озері Родріго-де-Фрейташ.

## Порядок проведення
Змагання включають кваліфікаційні запливи, півфінали та фінал. Переможці кваліфікаційних запливів переходять до фіналу «А», решта учасників змагається у півфіналах. Троє учасників кожного півфіналу, що показали найкращі результати, проходять до фіналу «А», де змагаються з переможцями кваліфікаційних запливів. Решта півфіналістів змагається у фіналі «Б».

## Розклад
Хронологія за бразильським часом (UTC−3)
| Дата              | Час         | Етап                  |
| ----------------- | ----------- | --------------------- |
| 17 серпня, середа | 08:51 10:10 | Кваліфікація Півфінал |
| 18 серпня, четвер | 08:47       | Фінал                 |

## Результати

### Кваліфікаційні запливи

#### Перший кваліфікаційний заплив
| Місце | Ім'я                                   | Країна                | Час    | Примітки |
| ----- | -------------------------------------- | --------------------- | ------ | -------- |
| 1     | Саул Кравіотто Крістіан Торо Карбальйо | Іспанія (ESP)         | 31.161 | FA       |
| 2     | Шандор Тотка Петер Молнар              | Угорщина (HUN)        | 31.438 | SF       |
| 3     | Лаям Гіт Джон Скофілд                  | Велика Британія (GBR) | 31.534 | SF       |
| 4     | Том Лібшер Рональд Рауге               | Німеччина (GER)       | 31.572 | SF       |
| 5     | Сергій Токарницький Андрій Єргучов     | Казахстан (KAZ)       | 33.807 | SF       |
| 6     | Чхве Мун Кю Чо Гван Хі                 | Південна Корея (KOR)  | 33.825 | SF       |
| 7     | Альберто Ріккетті Мауро Кренна         | Італія (ITA)          | 34.000 | SF       |

#### Другий кваліфікаційний заплив
| Місце | Ім'я                               | Країна          | Час    | Примітки |
| ----- | ---------------------------------- | --------------- | ------ | -------- |
| 1     | Аурімас Ланкас Едвінас Раманаускас | Литва (LTU)     | 31.755 | FA       |
| 2     | Небойша Груїч Марко Новакович      | Сербія (SRB)    | 31.776 | SF       |
| 3     | Максим Бомон Себастьєн Жув         | Франція (FRA)   | 31.855 | SF       |
| 4     | Раян Кокрейн Юґ Фурнель            | Канада (CAN)    | 32.749 | SF       |
| 5     | Едсон да Сілва Жильван Рібейру     | Бразилія (BRA)  | 33.021 | SF       |
| 6     | Деніел Бовкер Джордан Вуд          | Австралія (AUS) | 34.246 | SF       |

### Півфінали

#### Перший півфінал
| Місце | Ім'я                               | Країна               | Час    | Примітки |
| ----- | ---------------------------------- | -------------------- | ------ | -------- |
| 1     | Шандор Тотка Петер Молнар          | Угорщина (HUN)       | 32.138 | FA       |
| 2     | Максим Бомон Себастьєн Жув         | Франція (FRA)        | 32.526 | FA       |
| 3     | Раян Кокрейн Юґ Фурнель            | Канада (CAN)         | 33.494 | FA       |
| 4     | Чхве Мун Кю Чо Гван Хі             | Південна Корея (KOR) | 33.767 | FB       |
| 5     | Сергій Токарницький Андрій Єргучов | Казахстан (KAZ)      | 35.151 | FB       |

#### Другий півфінал
| Місце | Ім'я                           | Країна                | Час    | Примітки |
| ----- | ------------------------------ | --------------------- | ------ | -------- |
| 1     | Лаям Гіт Джон Скофілд          | Велика Британія (GBR) | 31.899 | FA       |
| 2     | Том Лібшер Рональд Рауге       | Німеччина (GER)       | 32.061 | FA       |
| 3     | Небойша Груїч Марко Новакович  | Сербія (SRB)          | 32.513 | FA       |
| 4     | Едсон да Сілва Жильван Рібейру | Бразилія (BRA)        | 33.359 | FB       |
| 5     | Альберто Ріккетті Мауро Кренна | Італія (ITA)          | 34.318 | FB       |
| 6     | Деніел Бовкер Джордан Вуд      | Австралія (AUS)       | 34.845 | FB       |

### Фінал

#### Фінал Б
| Місце | Ім'я                               | Країна               | Час    | Примітки |
| ----- | ---------------------------------- | -------------------- | ------ | -------- |
| 1     | Чхве Мун Кю Чо Гван Хі             | Південна Корея (KOR) | 33.812 |          |
| 2     | Едсон да Сілва Жильван Рібейру     | Бразилія (BRA)       | 33.992 |          |
| 3     | Деніел Бовкер Джордан Вуд          | Австралія (AUS)      | 35.334 |          |
| 4     | Сергій Токарницький Андрій Єргучов | Казахстан (KAZ)      | 35.427 |          |
| 5     | Альберто Ріккетті Мауро Кренна     | Італія (ITA)         | 35.516 |          |

#### Фінал А
| Місце | Ім'я                                   | Країна                | Час    | Примітки |
| ----- | -------------------------------------- | --------------------- | ------ | -------- |
| 1     | Саул Кравіотто Крістіан Торо Карбальйо | Іспанія (ESP)         | 32.075 |          |
| 2     | Лаям Гіт Джон Скофілд                  | Велика Британія (GBR) | 32.368 |          |
| 3     | Аурімас Ланкас Едвінас Раманаускас     | Литва (LTU)           | 32.382 |          |
| 4     | Шандор Тотка Петер Молнар              | Угорщина (HUN)        | 32.412 |          |
| 5     | Том Лібшер Рональд Рауге               | Німеччина (GER)       | 32.488 |          |
| 6     | Небойша Груїч Марко Новакович          | Сербія (SRB)          | 32.656 |          |
| 7     | Максим Бомон Себастьєн Жув             | Франція (FRA)         | 32.699 |          |
| 8     | Раян Кокрейн Юґ Фурнель                | Канада (CAN)          | 33.767 |          |